# Януш Сухивільк
Януш Сухивільк, гербу Гржимала (нар. бл. 1310 — пом. 5 квітня 1382, Жнін) — польський римсько-католицький і державний діяч, дипломат XIV століття; пробст Гнєзненський, декан краківський, архієпископ Гнєзненський (1374–1382); канцлер руський (1356), великий канцлер коронний (1357–1373).

## Життєпис
Народився Януш близько 1310 року. У старішій польській історіографії усталився погляд, що його батьком був воєвода каліський Прецлав з Ґултов, але ця теза була спростована дослідником А. Мажецем. На думку останнього, батьком Януша був Пакослав або Прецлав із Янушевиць. Його матір'ю була рідна сестра архієпископа Ґнєзненського Ярослава Боґорії Скотніцького. Януш мав також брата Чтана (пол. Cztan), племінників-синів останнього Якуша-Вільчка, Пйтора та Миколая; а також, імовірно, ще одного брата невідомого імені, синами якого були Мрочек і Ян.
Носив родове прізвисько «Сухивільк» (від пол. suchy wilk — сухий вовк), яке, мабуть, отримав якийсь із його предків через свою худорлявість.
Протягом 1336–1347 років він навчався на юридичному факультеті Болонського університету, здобув ступінь доктора декретів.

### Політична кар'єра
З 1336 року Януш був королівським нотаріусом (писарем).
Януш Сухивільк працював над складанням Статутів короля Казимира. Протягом 1352-1356 років він залишив Краків і перебував у Великопольщі, та, ймовірно, саме в цей час працював над Статутом Великопольським. Закінчення роботи над Статутом на межі 1356-1357 років стало переломним моментом у політичній кар'єрі Сухивілька, який звідтоді постійно перебував у близькому оточенні короля.
У середині 1356 року король Казимир III призначив його на посаду канцлера руського. Найімовірніше, Руська канцелярія була спеціально створено для того, щоб Сухивілька ввести до кола королівських радників, серед яких були й канцлери. Після нього посада руського канцлера ніколи й ніким більше не займалася.
Після смерті Збіґнєва зі Щижиця наприкінці 1356 року, король призначив Януша Сухивілька на посаду краківського канцлера. Протягом 1357–1370 років він був одним із найближчих соратників і радників короля Казимира Великого, належав до його Королівської Ради.
1358 року Януш Сухивільк був одним із головних перемовників щодо порозуміння з Литвою, брав участь у перемовинах короля із князем мазовецьким Земовитом III. Під час чесько-угорського конфлікту 1362 року канцлер супроводжував короля у військовому поході до моравського кордону, брав участь в укладанні двох угод короля з Рудольфом IV Габсбургом.
Ймовірно, канцлер був співавтором установчого документа Краківського університету 1364 року. 1366 року, перебуваючи з королем у Володимирі, він заповів свої маєтки своїм племінникам, за винятком жіночої лінії, таким чином утворивши першу родову Ординацію у Польщі. Король Казимир Великий підтвердив той документ. 1368 року проводив переговори щодо кордонів із Бранденбургом. У квітні цього ж року був оголошений Статут соляних жуп, у підготовці якого брав участь, зокрема, канцлер Януш. Імовірно, він був співавтором концепції усиновлення королем Казимиром князя Казимира слупського, королівського онука.
3 листопада 1370 року король Казимир, після поранення на полюванні, продиктував свій заповіт, призначивши його виконавцем Януша Сухивілька. Після смерті короля він за завданням коронної ради їздив разом із краківським єпископом Флоріаном Мокрським до Вишеграду для запрошення Людовика Угорського на престол. Януш Сухивільк зберіг свою посаду канцлера за нового короля. У історіографії він вважається лідером опозиції проти короля Людовика, метою якої було сходження на польський престол після його смерті Казимира слупського. Однак тлумачення його ставлення до правління у Польщі Анжуйської династії є неоднозначним.
1373 року заснував на німецькому праві у своєму дідичному кобилянському ключі село (тепер — місто) Дуклю.

### Духовна кар'єра
Ще перед початком навчання Януш Сухивільк отримав королівську супліку та папську провізію на каноніка вроцлавського, з титулами доктора та каноніка він виступає у документах 1347-1348 років. Був також каноніком влоцлавським, познанським, ґнєзненським. 1351 року він згадується як королівський капелан, тоді ж став пробстом ґнєзненським (1351-1356), з 1355 року згадується як канонік краківський. 1356 року король сприяв отриманню ним уряду декана краківської катедри в обмін на пробство ґнєзненське. Також, невдовзі він став каноніком ґнєзненським, яким був до 1374 року.
1374 року, після відмови його дядька, Ярослава Боґорії, від архієпископства через втрату зору, Януш Сухивільк залишив посаду канцлера краківського та, за підтримки імператора Карла IV та короля Людовіка Угорського, отримав у Авіньйоні від папи Григорія XI 16 квітня єпископське свячення та 28 квітня став архієпископом Ґнєзненським.
10 лютого 1375 року архієпископ відбув генеральну нараду з капітулою ґнєзненською, на якій були прийняті статути для цієї капітули, які регулювали церковні стосунки та запобігали зловживанням, а водночас прагнули піднести духовенство і «принести блиск» митрополії. Він разом із єпископами плоцьким і краківським увійшов до апостольської комісії щодо організації церковної ієрархії на новоприєднаних землях Русі. 13 лютого 1375 року папа Григорій XI оголосив, що головні церкви в Галичі, Перемишлі, Володимирі та Холмі є відтепер катедральними костелами, і, вивівши їх з-під юрисдикції Любуських єпископів, підніс Галицьку дієцезію до гідності митрополії, підпорядкувавши їй три інших суфраганії: Перемишльську, Володимирську та Холмську. А місцевих православних єпископів, «як недостойних», усунув, залишив собі право призначення на їх місце католицьких єпископів. Також, за сприяння архієпископа Януша, було повернуто статус єпископської катедри відновленому костелу у Києві.
1377 року архієпископ фінансово підтримав військовий похід короля на Литву щодо несплати жолду. З час свого правління він організував і провів 3 синоди — у 1376 (Унеюв), 1378 (Каліш) та 1380 роках.
1376 року через непотизм віддав управління замками в Опатувку й Унеюві (власність єпископів ґнєзненських) своїм племінникам Пйотрові та Миколаєві, що після його смерті призвело до гострого конфлікту, через відмову повернути управління замками.
Помер Януш Сухивільк 5 квітня 1382 року у Жніні, був похований у Ґнєзненській катедрі.